# 岩井渓
岩井 渓（いわい けい、 1955年 - ）は、日本の漫画家。男性。血液型B型。宮城県仙台市出身、東京都世田谷区在住。

## 来歴
仙台育英高校在学中に矢口高雄の『釣りキチ三平』に感銘を受け、卒業後に上京、1983年まで矢口高雄プロダクションのアシスタントとなる。高校時代からしばらく「風間真理（かざましんり）」というペンネームを使った事もあった。自然・釣り関連の漫画や絵の他に、学習漫画（集英社の歴史・文学系など）を手がける。

## 書籍
- アユ泳がせ釣り入門 野アユに教わるたつまき釣法（1985年、廣済堂出版、文:古川トンボ）
- コミックストーリーわたしたちの古典 古事記（1990年、学校図書、文:柳川創造）
- まんが地球環境破壊（1991年、学研マーケティング）
- 獅子王の雄叫び（1992年、第三文明社）
- 地球46億年のなぞ 学習漫画 地球の歴史 (1) （1995年、集英社）
- 学習漫画 日本の歴史（1998年、集英社、第3期1～5巻・19～20巻）
- よくわかる短歌（2000年、集英社、文:柳川創造、監修:山口仲美）
- よくわかる百人一首（2002年、集英社、文:笠原秀、監修:山口仲美）
- 鮎子大好き（2019年、ゴマブックス）
- せせらぎの詩（2019年、ゴマブックス）

## 師匠
- 矢口高雄